# Calocedrus rupestris
Calocedrus rupestris är en cypressväxtart som beskrevs av Aver., Hiep och L.K. Phan. Calocedrus rupestris ingår i släktet Calocedrus och familjen cypressväxter. Inga underarter finns listade i Catalogue of Life.
Artens förekommer i Vietnam samt i provinsen Guangxi i Kina. Den växer i områden med kalkstensklippor mellan 600 och 1600 meter över havet. Calocedrus rupestris bildar trädansamlingar eller skogar tillsammans med andra barrträd som Pseudotsuga sinensis, arter av tallsläktet och släktet Keteleeria (nordliga regioner) eller Dacrycarpus imbricatus samt Dacrydium elatum (sydliga regioner).
Trädets bestånd hotas av skogsavverkningar för träets skull. IUCN kategoriserar arten globalt som starkt hotad.